# 大衛·泰珀
大衛·泰珀 (英語：David Alan Tepper；1957年9月11日—)是一位美國富豪商人、對沖基金經理及慈善家。在2019年美國400富豪榜，他以120億美元的資產，排名第39名。他是美國國家橄欖球聯盟（NFL）卡羅萊納黑豹隊的老闆。泰珀曾經是高盛（Goldman Sachs）垃圾債券服務的負責人，他在辭去合夥人職務後，於1993年創立了總部位於佛羅里達州邁阿密海灘的全球對沖基金阿帕盧薩資產管理公司（Appaloosa Management L.P.）並兼任總裁。
他於1978年獲得匹茲堡大學經濟學學士學位，1982年獲得卡內基梅隆大學工商管理碩士學位。2013年，他向卡內基梅隆捐贈了他最大的6700萬美元禮物，學校以他的名字命名為泰珀商學院。

## 外部連結
- Named Investment Guru of 2010 （页面存档备份，存于）